# 格薩爾山
47°02′16″N 10°48′18″E / 47.03778°N 10.80500°E

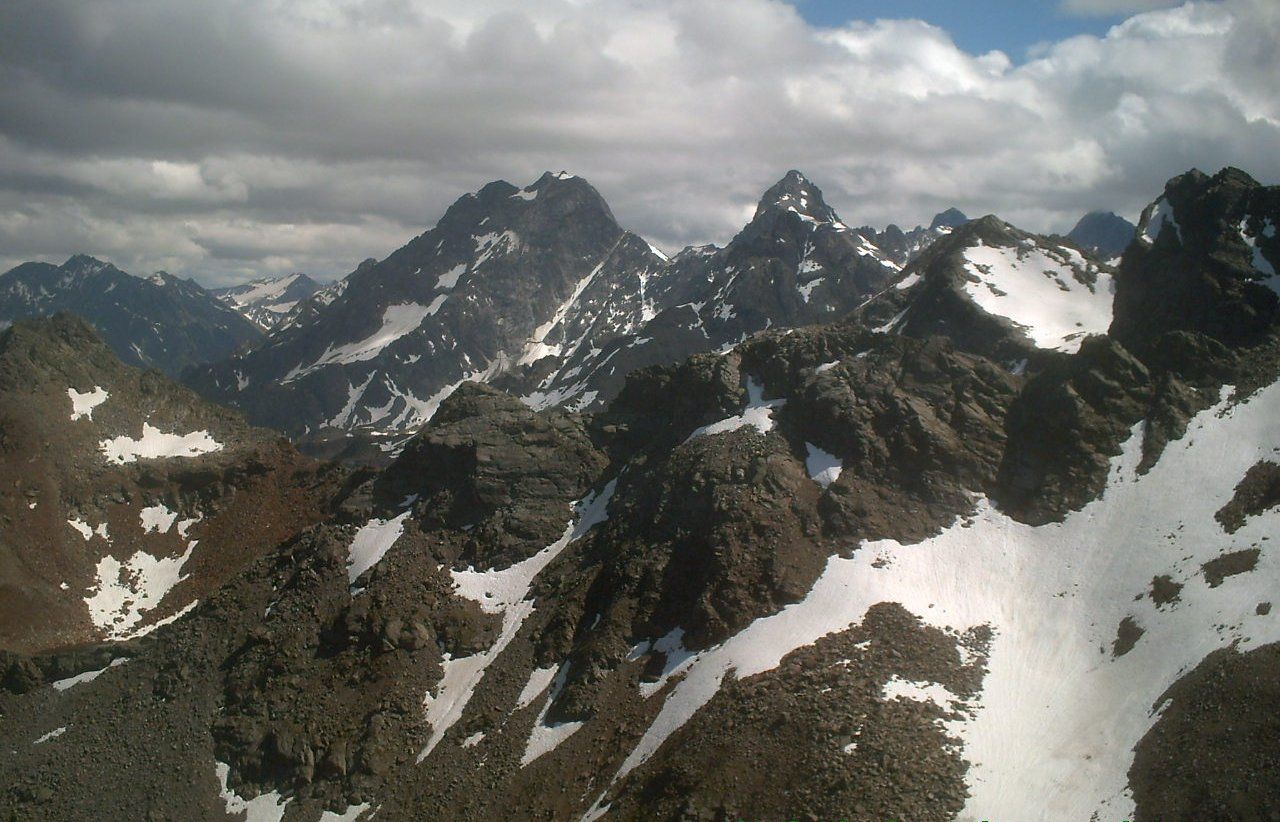

格薩爾山（義大利語：Gsallkopf），是意大利的山峰，位於該國西部，由蒂羅爾州負責管轄，屬於奧茲塔爾阿爾卑斯山脈的一部分，海拔高度3,278米，人類在1894年首次登頂。